# Danka (ime)
Danka je žensko osebno ime.

## Izvor imena
Ime Danka je različica ženskega osebnega imena Danijela.

## Pogostost imena
Po podatkih Statističnega urada Republike Slovenije je bilo na dan 31. decembra 2007 v Sloveniji število ženskih oseb z imenom Danka: 56.

## Osebni praznik
Osebe z imenom Danka lahko godujejo takrat kot Danijele.